# 任其龙
任其龙（1959年1月—），男，浙江东阳人，中国化工分离技术专家，浙江大学化学工程与生物工程学院院长、教授，生物质化工教育部重点实验室主任，中国工程院院士。